# Lenny Fierro
Leonardo Hurtado Fierro (Cali, Colombia, 2 de junio de 1978) es un cantante colombiano del género pop latino, exvocalista del grupo Kema, ganador del Premio Lo Nuestro 2004 con la orquesta Son de Cali y ganador del Latin Grammy por su participación en la sección de coros del trabajo musical Más de mí de Tony Succar en 2019.  

## Biografía
En el año 1999 hace parte de la orquesta “Son de Cali” de los ex cantantes de Grupo Niche Willy García y Javier Vásquez con quienes gana el "Premio Lo Nuestro " 2004, en la categoría Tropical "Mejor artista del año" realizando giras de conciertos. 
Para el año 2002 es llamado por el director musical "José Aguirre" para integrar por varios años la agrupación "Kema" con la cual logra reconocimiento con las canciones "Obsesión, Ven y Nocivo". 
En el año 2007 es invitado por el músico "Alberto Barros" para participar en las producciones musicales "Tributo a la Salsa Colombiana" y en 2011 en el "Tributo a la Cumbia Colombiana. Realiza giras de conciertos en Perú, Ecuador y México en el periodo de 2007 a 2011. 
En 2008 Lenny Fierro sale al mercado con un disco de "Pop Latino" titulado "Nuestras canciones" que fue éxito en "Perú", logrando nominación para ser Tema de Verano en 2010. Fue su primera canción como solista. 
En 2016 lanzó su segundo trabajo musical llamado "A tiempo". En el que participaron productores y músicos reconocidos en el género tropical; uno de ellos el músico "Dante Vargas". 
Para 2017 Lenny Fierro es invitado por el productor "Sergio George" para grabar los coros de la versión salsa de "Felices los 4" de los artistas "Maluma" y "Marc Anthony". Disco ganador del Grammy Latino canción del año. 
En 2019 Lenny participó en la producción ganadora del Latin Grammy "Más de mi" de "Tonny Succar" en la categoría mejor álbum de salsa. 

## Discografía
Trabajos musicales donde "Lenny Fierro" ha participado como cantante principal o corista.
| ÁLBUM /SENCILLO                       | ARTISTA                | AÑO  |
| ------------------------------------- | ---------------------- | ---- |
| Con estilo propio                     | Son de Cali            | 2002 |
| Creciendo                             | Son de Cali            | 2004 |
| Intuición                             | Kema                   | 2004 |
| Química                               | Kema                   | 2006 |
| Tributo a la salsa colombiana         | Alberto Barros         | 2007 |
| Nuestras canciones (Sencillo)         | Lenny Fierro           | 2008 |
| Tributo a la cumbia colombiana        | Alberto Barros         | 2011 |
| A tiempo                              | Lenny Fierro           | 2016 |
| Felices los 4 "Versión Salsa" (Coros) | Maluma ft Marc Anthony | 2017 |
| Más de mi                             | Tony Succar            | 2019 |
| Mil capítulos                         | Lenny Fierro           | 2021 |

## Premios y nominaciones
| Año  | Artista     | Premio                                                | Categoría             | Resultado |
| ---- | ----------- | ----------------------------------------------------- | --------------------- | --------- |
| 2004 | Son De Cali | Premio Lo Nuestro (Integrante de la agrupación)       | Mejor artista del año | Ganador   |
| 2019 | Tony Succar | Latin Grammy (Participó como corista en la grabación) | Mejor álbum de salsa  | Ganador   |